# Lingua thailandese settentrionale
Il thailandese settentrionale (codice ISO 639-3: nod, in thailandese: ภาษาถิ่นพายัพ; traslitterazione RTGS: Phasa Thin Phayap), detto anche lanna (thai: ล้านนา), o kham mueang (in thailandese settentrionale: ᨣᩴᩤᨾᩮᩥᩬᨦ [kam˧ mɯːəŋ˧], in thailandese: คำเมือง [kʰam˧ mɯːəŋ˧]) è la lingua del popolo tai yuan di Lanna. Fa parte delle lingue tai, strettamente correlato alla lingua thailandese e a quella lao.
Secondo una stima del 1983, veniva parlato nella Thailandia del Nord da 6 milioni di individui, ed esistono alcune comunità anche nelle province nord-occidentali del Laos, composte secondo una stima del 2000 da 9.400 individui.  L'idioma è affine a quello dei tai lü, stanziati principalmente nel sud dello Yunnan ma presenti anche nelle zone settentrionali di Vietnam, Thailandia, Birmania e Laos, e a quello dei tai khün, stanziati nella parte orientale dello Stato Shan della Birmania.
La lingua nord-thailandese si scriveva tradizionalmente con l'alfabeto tai tham (detto anche lanna), anch'esso simile a quello dei lü e dei khün. Il tai tham viene tuttora insegnato ai monaci buddhisti nei templi laotiani, dove molti vecchi manoscritti sono ancora in uso. Non c'è nessuna produzione attiva letteraria nell'alfabeto tradizionale. Dopo essere stato bandito dalle scuole nord-thailandesi nell'ambito del processo di thaificazione operato dal governo centrale, l'alfabeto è stato di recente riscoperto dalla popolazione. Si pensa che abbia poteri divinatori e che i tatuaggi e gli amuleti scritti in tai tham abbiano particolari poteri. Assomiglia anche agli alfabeti mon e birmano. Tutti questi alfabeti derivano dall'antico alfabeto mon.